# 1987–1988-as magyar női labdarúgó-bajnokság (első osztály)
A magyar női labdarúgó-bajnokság első osztályában 1987–88-ban nyolc csapat küzdött a bajnoki címért. A negyedik hivatalos bajnokságban a Femina szerezte meg az első bajnoki címét.

## Végeredmény
| #  | Csapat                       | M  | GY | D | V  | G+ – G– | GK  | P  | Megjegyzések |
| -- | ---------------------------- | -- | -- | - | -- | ------- | --- | -- | ------------ |
| 1. | Femina Észak-Pesti ÁFÉSZ     | 14 | 11 | 2 | 1  | 49–11   | +38 | 24 | Bajnok       |
| 2. | Renova Spartacus             | 14 | 9  | 4 | 1  | 42–12   | +30 | 22 |              |
| 3. | Ferencvárosi László KórházCV | 14 | 10 | 4 | 0  | 33–11   | +22 | 24 |              |
| 4. | Egri Lendület                | 14 | 5  | 5 | 4  | 27–18   | +9  | 15 |              |
| 5. | Tipográfia                   | 14 | 4  | 4 | 6  | 15–39   | −24 | 12 |              |
| 6. | Szegedi Paprika SC           | 14 | 2  | 5 | 7  | 11–23   | −12 | 9  |              |
| 7. | Gyulai SE                    | 14 | 1  | 4 | 9  | 9–35    | −26 | 6  |              |
| 8. | Székesfehérvári Postás       | 14 | 1  | 2 | 11 | 10–47   | −37 | 4  |              |

A bajnok Femina játékosai
Hosszú Erika, Kiss Mária kapusok – Bökk Katalin, Debre Erzsébet, Dsubák Edit, Főfai Tímea, Hábetler Csilla, Kiss Lászlóné, Máté Adél, Nagy Andrea, Nagy Erzsébet, Németh Borbála, Oroszki Ildikó, Till Gabriella, Tóth Judit, Vrábel Ibolya.

## A góllövőlista élmezőnye
| Gól                                                 | Név       | Csapat           |
| --------------------------------------------------- | --------- | ---------------- |
| ?                                                   | Kern Edit | Renova Spartacus |
| Forrás: Futball '93 (Budapest, 1994) ISSN 1217-873X |           |                  |